# 陈相街道
陈相街道，是中华人民共和国辽宁省沈阳市苏家屯区下辖的一个乡镇级行政单位。

## 行政区划
陈相街道下辖以下地区：
铁东社区、铁西社区、大陈相屯村、小陈相屯村、朱庄子村、桃木村、柳匠屯村、胡老屯村、丰收村、蛇山村、东英守屯村、黑牛屯村、河山村和英守村。